# Manuel Passaglia
Manuel Passaglia (San Nicolás de los Arroyos, Provincia de Buenos Aires, 3 de septiembre de 1987) es un contador público y político argentino que se desempeñó como concejal (2015-2017) e intendente del partido bonaerense de San Nicolás (2017-2023).

## Biografía
Es hijo de Ismael Passaglia, que se desempeñó como intendente y concejal de la ciudad de San Nicolás de los Arroyos, como diputado provincial, y ocupó numerosos cargos en el ejecutivo provincial durante los gobiernos de Eduardo Duhalde, Felipe Solá y María Eugenia Vidal. Estudió y se recibió como contador público de la Universidad Católica Argentina (UCA) de Buenos Aires.

### Intendencia de San Nicolás
Antes de acceder al municipio, Passaglia fue Secretario Privado de su padre durante su primer mandato como intendente, entre 2011 y 2015. También trabajó en las carteras de Cultura y Deportes y en el Parque Industrial Norte de su comuna. En 2015, fue elegido como Concejal de San Nicolás de los Arroyos por el Frente para la Victoria.
En 2017, se produjo un acercamiento de una facción del peronismo nicoleño con la entonces gobernadora María Eugenia Vidal, perteneciente al espacio Propuesta Republicana en la entonces alianza gobernante  cuando su padre fue llamado a dirigir el Instituto de la Vivienda de la provincia. La ruptura del peronismo se consolidó cuando Passaglia acompañó las listas de Cambiemos en las Elecciones legislativas provinciales de dicho año.
El 3 de abril de 2017, el Concejo Deliberante de San Nicolás aprobó la licencia del Intendente Ismael Passaglia, para asumir funciones en el Ejecutivo provincial, quedando Manuel Passaglia a cargo del municipio por 20 días. Luego de aprobar la licencia indefinida de su padre, asumió como Intendente interino de la ciudad, con órdenes de finalizar el mandato que se extendía hasta 2019. Durante su mandato, continuó con la línea de acción de su predecesor, recuperando espacios públicos y llevando servicios como luz, agua, pavimento y gas a distintos barrios de la ciudad.
El 1 de agosto de 2017, quedaba inaugurado el Hospital de la Zona Norte de San Nicolás que fue el primero construido por la Municipalidad de San Nicolás en toda su historia.
En septiembre de 2017, logró que se iniciaran las obras de refacción de la Obra de Hidráulica de La Emilia, que en enero de 2017 fue rebasada por las aguas del Arroyo del Medio, poniendo de manifiesto su ineficiencia frente a una inundación.
En abril de 2018, durante su gestión, se procedió a la entrega de nuevas viviendas a las familias de Villa Hermosa, un barrio de La Emilia que durante toda su existencia sufrió constantes inundaciones y a los cuales se les había prometido en reiteradas oportunidades una vivienda digna. Las familias fueron reubicadas en barrio San Francisco y Villa Canto, contando las viviendas con todos los servicios básicos (luz, agua, cloacas y gas) además de pavimento.
El 23 de julio de 2018, se inauguró el Parque Industrial Norte de la ciudad, un espacio destinado a la promoción de la radicación industrial.
En los primeros días de octubre de 2018, se inauguró el Autódromo Municipal San Nicolás.
Como consecuencia de un plan de acciones de prevención de inundaciones, se desarrollaron grande obras hidráulicas a principios del 2019, entre ellas la del Zanjón La Cautiva.
El 19 de octubre de 2019 se inauguró el Estadio Único de Futbol San Nicolás
En las elecciones de 2019 se presentó por primera vez como candidato a la intendencia del municipio por Juntos por el Cambio. Logró la victoria con un 55,40% de los comicios, venciendo a la candidata del Frente de Todos Cecilia Comerio, por entonces Senadora Provincial, que logró un caudal de votos del 35,86%. Con su paso al macrismo, puso fin a un ciclo de gestiones peronistas en el municipio, gobernado por dicho partido en los períodos comprendidos entre 1983 y 1999 y entre 2003 y 2017, con la excepción del período (1999-2003).
En marzo de 2021, se desarrollaron tareas de refuncionalización de diversas plazas de la ciudad.
El 5 de septiembre de 2021, se presentaba en sociedad el "Bus Turístico", un novedoso sistema de transporte con GPS que recorre los lugares históricos de la ciudad brindando una reseña histórica de los mismos.
Durante los primeros días de noviembre de 2021, continuaba un gran plan de pavimentación de la ciudad.
En noviembre de 2022, se amplió el Eco Parque San Nicolás, un gran espacio recreativo y natural
En mayo del 2023, continuaba la refuncionalización del centro de la ciudad de San Nicolás
El 10 de diciembre de 2023, finalizó su mandato como intendente de San Nicolás, por la continuidad del clan Passaglia en el distrito, fue sucedido por su hermano Santiago.

## Causas judiciales
Passaglia se encuentra con todos sus bienes embargados en una causa judicial por enriquecimiento ilícito y lavado de activos. La investigación se inició en 2018 a través de una denuncia que alertó a la Justicia de que la familia Passaglia contaba con “bienes y propiedades que no se condecían con su salario”. La familia posee tres departamentos en la avenida Figueroa Alcorta de la ciudad de Buenos Aires, una casa en la localidad de La Barra, en Uruguay, otros inmuebles en San Nicolás y 2.233 hectáreas en lugares como Ramallo, San Nicolás y Entre Ríos. La lista se completa con 12 vehículos. Entre ellos, una camioneta BMW X1, una Mercedes Benz GLC300 OffRoad, una camioneta Audi Q3 Quattro, una motocicleta Yamaha YFM350R y un auto Peugeot 307 descapotable, entre otros. En la causa también están involucrados Liliana Ana Gaibazzi, Ismael Santiago Passaglia, María Passaglia y Delfina Passaglia.
“Del análisis de las declaraciones juradas presentadas ante la AFIP por los investigados pueden advertirse notorias inconsistencias en la justificación del origen de los bienes”, advirtió el fiscal federal Matías Di Lello en el dictamen presentado en 2020 solicitando el embargo preventivo de los bienes de Passaglia. En ese sentido, agregó que “el Sr. Passaglia durante el período en que se desempeñó como funcionario público dispuso de fondos cuyo origen no pueden justificarse con sus ingresos declarados. Posteriormente, pretendió disimular la calidad ilícita de los fondos así generados, dándoles ingreso a su patrimonio y el de sus allegados con apariencia de licitud, mediante la adquisición de bienes registrables y la participación en inversiones, incompatibles con sus ingresos declarados”.
En septiembre de 2020, la Cámara Federal de Rosario dispuso el embargo preventivo de sus bienes y el congelamiento de productos bancarios. El 26 de diciembre de 2022 el juez federal de Rosario Marcelo Bailaque citó a Passaglia y el resto de los imputados a prestar declaración indagatoria. El 13 de febrero lo hicieron el ex intendente, su esposa y el diputado provincial. Y al día siguiente Manuel Passaglia, su hermana Delfina y Ricardo y Nicolás Fernández Motta, acusados de presuntos testaferros.
Finalmente el 16 de mayo del 2023 se conoció que el Juzgado Federal N.º 2 de San Nicolás dispuso la falta de mérito de los acusados. La medida implica que no hay elementos suficientes para procesar a los acusados pero que tampoco para desvincularlos del expediente. “Proseguir la investigación a su respecto”, resolvió el juez Bailaque.
Por otra parte, el juez declaró su incompetencia para seguir interviniendo en lo referente al presunto delito de "negociaciones incompatibles con la función pública". Para el juez lo debe investigar la justicia de garantías de San Nicolás.
Los fiscales federales del caso, Matías Di Lello y Carlos Amad, trabajan en la apelación. Le pedirán a la Cámara Federal de Rosario que revoque la falta de mérito y dicte los procesamientos.